# 비너스의 여름시
"비너스의 여름시"는 한국에서 제작된 최야성 감독의 1991년 드라마 영화이다. 이유진 등이 주연으로 출연하였고 윤정효 등이 제작에 참여하였다.

## 출연

### 주연
- 이유진
- 이효정
- 김부선
- LA 김

## 기타
- 제작진행: 홍종태
- 조명: 김기수
- 녹음: 손인호
- 음향효과: 이재희
- 음향효과: 손규식